# Отбод
Отбод (англ. Autbod, фр. Aubeu) (умер ок. 690 года) — святой, игумен, отшельник. День памяти — 20 ноября.
Святой Отбод (иначе Обё) был родом из Ирландии. Вместе со своими братьями, святыми Фурсеем (Fursey), Фойлланом (Foillan) и Ультаном (Ultan), также ставшими игуменами, он прибыл на проповедь во Францию ок. 650 года. Они вели активную апостольскую деятельность в Артуа, Пикардии, а также бельгийской области Эно. Сочетая эту деятельность с уединением, святой Отбод стал жить отшельником неподалёку от Лаона. 
Святого Отбода почитают покровителем Валькура, где по его молитвам открылся источник, воды которого исцеляли от жара.